# Challenger de San Leopoldo 2012
El torneo São Léo Open 2012 es un torneo profesional de tenis. Pertenece al ATP Challenger Series 2012. Se juega su 2ª edición sobre superficie de tierra batida, en San Leopoldo, Brasil entre el 5 y el 11 de noviembre.

## Campeones

### Individual Masculino
- Horacio Zeballos  derrotó en la final a  Paul Capdeville, 3–6, 7–5, 7–6(2)

### Dobles Masculino
- Fabiano de Paula /  Júlio Silva derrotaron en la final a  Ariel Behar /  Horacio Zeballos, 6–1, 7–6(5)